# Kelly Rowan
Pour les articles homonymes, voir Rowan.
Kelly Rowan, née le 26 octobre 1965 à Ottawa (Canada), est une actrice canadienne.

## Biographie
Elle a grandi à Toronto et fait ses débuts à la télévision canadienne à l’âge de 19 ans. Parallèlement à ses activités d’actrice, elle fait également un peu de mannequinat.
En 1990, elle décide de s’installer à Los Angeles. Elle va dès lors apparaître dans plusieurs séries télé comme Dallas en 1991.
Kelly obtient ensuite son premier rôle dans un film. Il s’agit d’un petit rôle dans le film Hook de Steven Spielberg. Elle y interprète la mère de Peter Pan. Suivront des rôles plus importants dans Candyman 2 (1995), Assassins (1995), 187 code meurtre (1997) ou Un de trop (2000).
À la suite de cela, Kelly Rowan apparaît encore dans divers films et séries (comme Les Experts) avant d’obtenir un des rôles principaux dans la série à succès Newport Beach (The O.C.) en 2003, où elle interprète Kirsten Cohen.
De 1979 à 1980, elle est mariée à l'acteur Bill Paxton. Elle a été fiancée au milliardaire canadien David Thomson, dirigeant du conglomérat médiatique Thomson Reuters. Ensemble ils ont eu une petite fille, née le 26 avril 2008.
En 2011, elle joue le rôle de Kris Hillridge dans le téléfilm Le Mur de l'humiliation. En 2012, elle est une des actrices principales de la série Perception. Elle y interprète Natalie Vincent.

## Filmographie
| Year        | Title                                                    | Role                 | Notes                                                                       |
| ----------- | -------------------------------------------------------- | -------------------- | --------------------------------------------------------------------------- |
| 1980        | Children of Divorce                                      | Unknown              | Téléfilm                                                                    |
| 1986        | The Truth About Alex                                     | Ellie Sanders        |                                                                             |
| 1986        | My Pet Monster                                           | Stephanie            |                                                                             |
| 1986        | Brigade de nuit (Night Heat)                             | Melissa              | Saison 3, épisode 19.                                                       |
| 1986        | Crime de la passion (The High Price of Passion)          | Student #3           | Téléfilm                                                                    |
| 1987        | The Kidnapping of Baby John Doe                          | Salesgirl            | Téléfilm                                                                    |
| 1987        | The Gate                                                 | Lori Lee             |                                                                             |
| 1988        | War of the Worlds                                        | Kim                  | Saison 1, épisode 6                                                         |
| 1988        | Another World                                            | Suzie Strathmore     |                                                                             |
| 1989        | The Long Road Home                                       | Cynthia              |                                                                             |
| 1989        | Street Legal                                             | Angelina             | Saison 3, épisode 15                                                        |
| 1990        | Quoi de neuf, docteur ? (Growing Pains)                  | Rachel               | Saison 6, épisode 4                                                         |
| 1991        | Dallas                                                   | Dana                 | Saison 14, épisodes 13,14 et 15.                                            |
| 1991        | Hook ou la Revanche du Capitaine Crochet (Hook)          | Mère de Peter        |                                                                             |
| 1992        | Grave Secrets: The Legacy of Hilltop Drive               | Gayla Williams       |                                                                             |
| 1992        | Meurtres en exclusivité (Exclusive)                      | Sunny                | Téléfilm                                                                    |
| 1992        | Un privé sous les tropiques (Sweating Bullets)           | Julie Morrisson      | Saison 3, épisode 29.                                                       |
| 1993        | Adrift                                                   | Eliza Terrio         | Téléfilm                                                                    |
| 1995        | Candyman 2 (Candyman: Farewell to the Flesh)             | Annie Tarrant        |                                                                             |
| 1995        | Black Fox: Good Men and Bad                              | Hallie Russell       | TV Movie                                                                    |
| 1995        | Au-delà du réel : l'aventure continue (The Outer Limits) | Isabelle Pierce      | Série télévisée : Épisode 1.08 : Avenir virtuel                             |
| 1995        | Assassins                                                | Jennifer             | Téléfilm                                                                    |
| 1996        | Mocking the Cosmos                                       | Lydia/Lydathia       |                                                                             |
| 1995 - 1996 | Lonesome Dove: The Outlaw Years                          | Mattie Shaw          |                                                                             |
| 1997        | A Mother's Wish                                          | Unknown              | Téléfilm                                                                    |
| 1997        | 'Un âme sans repos (Rag and Bone)                        | Karen Toms           | Téléfilm                                                                    |
| 1997        | Burning Zone : Menace imminente (The Burning Zone)       | Stacy                | Série TV : Épisode 1.15 : La ballerine/The Last Five Pounds Are the Hardest |
| 1997        | Un mariage d'amour (A Match Made in Heaven)              | Jane Cronin          | Téléfilm                                                                    |
| 1997        | 187 code meurtre (One Eight Seven)                       | Ellen Henry          |                                                                             |
| 1998        | Harlequin's Loving Evangeline                            | Evie Shaw            |                                                                             |
| 1998        | Disparition suspectes (When He Didn't Come Home)         | Carolyn Blair        | Téléfilm                                                                    |
| 1998        | Au-delà du réel : L'aventure continue (The Outer Limits) | Kristin              | Série TV : Épisode 4.04 : Dans une autre vie                                |
| 1998        | Coroner Da Vinci (Da Vinci's Inquest)                    | Michaela             | Saison 1, épisode 1 et 2                                                    |
| 1998        | Les Frères McGrail (To Have & to Hold)                   | Gina                 | Saison 1, épisode 6                                                         |
| 1999        | Chicken Soup for the Soul                                | Mère                 |                                                                             |
| 1999        | Un de trop (Three to Tango)                              | Olivia Newman        |                                                                             |
| 1999        | Late Last Night                                          | Jill                 | Téléfilm                                                                    |
| 1999        | Anya's Bell                                              | Jeanne Rhymes        | Téléfilm                                                                    |
| 1999        | Crime passionnel (A Crime of Passion)                    | Marci Elias          |                                                                             |
| 2000        | Le Secret de Jane (The Truth About Jane)                 | Ms. Lynn Walcott     | Téléfilm                                                                    |
| 2000        | Meurtres en famille (Scorn)                              | Sharon               | Téléfilm                                                                    |
| 2001        | Affaires de femmes (A Girl Thing)                        | Claire               | Téléfilm                                                                    |
| 2001        | Proximity                                                | Anne Conroy          |                                                                             |
| 2001        | Jet Boy                                                  | Erin                 |                                                                             |
| 2001        | Les Experts (CSI: Crime Scene Investigation)             | Eileen Nelson        | Saison 2, épisode 8                                                         |
| 2002        | Compte à rebours explosif (Greenmail)                    | Ashley Pryor         |                                                                             |
| 2002        | The Man Who Saved Christmas                              | Mary Gilbert         | Téléfilm                                                                    |
| 2003        | Boomtown                                                 | Marian McNorris      |                                                                             |
| 2006        | 8 jours pour mon fils (Eight Days To Live)               | Teresa Spring        | Téléfilm                                                                    |
| 2006        | Mount Pleasant                                           | Anne Burrows         |                                                                             |
| 2003–2007   | Newport Beach (The O.C.)                                 | Kirsten Cohen        | 92 Episodes                                                                 |
| 2007        | Au nom de ma fille (In God's Country)                    | Judith Leavitt       | TV Movie                                                                    |
| 2008        | Jack and Jill vs. the World                              | Kate                 |                                                                             |
| 2008        | The Good Times are Killing Me                            | Kate Derby           | Téléfilm                                                                    |
| 2009        | Les Experts : Miami (CSI: Miami)                         | Katherine Faber      | Saison 7, épisode 17                                                        |
| 2010        | Flashpoint                                               | Maggie Perrello      | Saison 3, épisode 2                                                         |
| 2011        | Le Mur de l'humiliation (Cyberbully)                     | Kris Hillridge       | Téléfilm                                                                    |
| 2012-       | Perception                                               | Natalie Vincent      | Série                                                                       |
| 2012-       | Rufus                                                    | Jennifer Wade        | Film                                                                        |
| 2015        | Les Enquêtes de Murdoch (The Murdoch Mysteries)          | Millicent McGowan    | Série télévisée canadienne (Saison 9 épisode 9 : Une légende de Noël)       |
| 2015        | Castle                                                   | Doyenne Carla Feller | Saison 8, épisode 3                                                         |